# ممدوح العبادي
ممدوح صالح حمد العبادي (أبو صالح؛ 1943 في عمّان – )  سياسي وطبيب ووزير سابق أردني، شغل عدة مواقع وزارية، كما شغل موقع نقيب الأطباء لأكثر من فترة. وكان أمين للعاصمة الأردنية عمان في الفترة ما بين 1993 إلى 1998. يشغل الآن موقع رئيس كتلة التجمع الديموقراطي النيابية وقد أنتخب نائبا في مجلس النواب الأردني الرابع عشر عن الدائرة الثالثة لمحافظة العاصمة. وأنتخب نائبا لرئيس مجلس النواب في الدورة الثانية من مجلس النواب الرابع عشر.الدكتور العبادي أخصائي عيون حائز على الأختصاص من بريطانيا.

## النشأة
ينتمى لأسرة من عائلة الرحامنة، ضمت 10 أخوة وأخوات، كان هو الأكبر بين الذكور، ولكن كان له أختين أكبر منه. ولد في منطقة رأس العين، درس بداية في الكتاتيب عند أحد الشيوخ، ثم انتقل إلى الصف الثالث مباشرة في المدرسة العباسية. حصل على شهادة الثانوية العامة من كلية الحسين الثانوية في عمان عام 1960. سافر إلى تركيا ليدرس الهندسة، إلا أنه تركها بسبب اشتراط معرفة اللغة التركية، وسجل في كلية الطب بدلا من الهندسة. حصل على بكالوريوس الطب والجراحة من جامعة إسطنبول عام 1966 وبتكلفة إجمالية 540 دينار أردني. 
عام 1973 سافر إلى بريطانيا ليتخصص بطب وجراحة العيون من الكلية الملكية للجراحين لندن عام 1973 وعمل بعدها لمدة ثمانية أشهر في ليفربول. بعد عودته إلى الأردن انضم إلى كادر المستشفى الحكومي في الزرقاء ليؤسس قم العيون بها، إلا أنه صدم بعد فترة بنقل كيدي له إلى إربد بدلا من نقل موعود إلى عمان. كنتيجة لهذا النقل التعسفي قدم استقالته، وافتتح عيادة خاصة في شارع السعادة بالزرقاء حيث لم يكن يوجد أي أخصائي للعيون بالزرقاء وقتها. إضطر لرهن أرض والده لشراء مستلزمات العيادة. 
استمر مدة ربع قرن في الزرقاء حيث خاض انتخابات نقابة الأطباء عام 1987 وفاز بموقع النقيب.
بعد عودته من تركيا إلى الأردن تزوج عام 1971 من فتاة من عائلة العبادي، ثم سافر معها إلى بريطانيا حيث أكمل تخصصه. أنجبت له هنالك أولى بناته الخمسة «لونا»، ولم يرزق بصبيان.

## المناصب التي شغلها
- عضو المجلس الوطني الاستشاري 1982 وذلك قبل عودة الحياة البرلمانية في الأردن كونه عضو في نقابة الأطباء.
- وزير الصحة في حكومة طاهر المصري. 1991/ 1993 حيث كان واحد من خمسة من التجمع العربي الديموقراطي انضموا للوزارة.
- أمينا لأمانة العاصمة - عمان الكبرى 1993/ 1998 بعهد رئيس الوزراء الأردني عبدالسلام المجالي وبدعم من الدكتور خالد الكركي رئيس الديوان الملكي وقتها.
- وزير دولة لشؤون رئاسة الوزراء 2017[1]
- نائبا أول لرئيس مجلس النواب في مجلس النواب الرابع عشر
- نائبا أول لرئيس مجلس النواب في مجلس النواب الخامس عشر، حيث حصد أعلى الأصوات ضمن المنطقة الثالثة
- عضو مجلس النواب في مجلس النواب السادس عشر
- رئيس كتلة التجمع العربي الديموقراطي النيابي
- نائب رئيس مجلس إدارة برلمانيون عرب ضد الفساد
- عضو مجلس إدارة برلمانيون عالميون ضد الفساد

### المواقع الشعبية
- امين سر رابطة الطلبة العرب / إسطنبول
- رئيس اللجنة الفرعية للأطباء / محافظة الزرقاء
- عضو مجلس نقابة الأطباء الأردنيين 1975 و1981
- نقيب الأطباء الأردنيين 1987
- نقيب الأطباء الأردنيين بالتزكية 1991
- أمين عام اللجنة الشعبية الأردنية لدعم الانتفاضة
- الناطق الرسمي باسم التجمع العربي القومي الديمقراطي 1991

### المواقع الثقافية
بعد إنهائه لسنته الأولى في الجامعة في تركيا استطاع أن ينشر مقال له بعنوان «الدعاية الصهيونية في تركيا» وذلك في مجلة العربي الكويتية. لاحقا، وخلال مسيرته، شغر العبادي عدة مناصب مرتبطة بالثقافة منها
- رئيس نادي أسرة القلم / الزرقاء
- عضو مجلس إدارة مركز هيا الثقافي
- عضو مجلس مؤسسة نور الحسين
- رئيس مجلس إدارة مركز حماية وحرية الصحفيين الأردنيين
- نائب رئيس مجلس إدارة مؤسسة شومان
- أمين سر مجلس أمناء جمعية الشؤون الدولية
- رئيس مجلس امناء كلية لومينوس الجامعية
- عضو مجالس كليات الطب والهندسة والتمريض في الجامعة الأردنية
- مدير مركز الحسين للسرطان
- نائب رئيس مجلس إدارة مؤسسة ياسر عرفات[2]
- رئيس جمعية الشفافية الأردنية
- عضو اللجنة الملكية للأقاليم
- عضو اللجنة الملكية «الأردن أولا»
- رئيس جمعية الصداقة الأردنية البلغارية
- رئيس جمعية الصداقة الأردنية الألمانية الديمقراطية
- عضو مجلس إدارة شركة الاسمنت
- رئيس مجلس أمناء مؤسسة ياسر عرفات

### المواقع الرياضية
- الرئيس الفخري لنادي مخيم العودة/ الزرقاء
- نائب رئيس الاتحاد الأردني لكرة القدم